# José Manuel Izquierdo Romeu

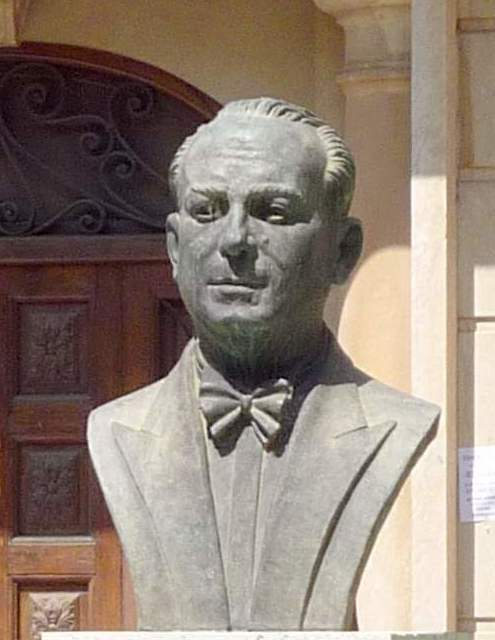
José Manuel Izquierdo Romeu

José Manuel Izquierdo Romeu (Catarroja, Valencia, 11 juli 1890 – Valencia, 10 mei 1951) was een Spaans componist en dirigent.

## Levensloop
Izquierdo Romeu studeerde aan het Conservatorio Superior de Música de Valencia en aan het Real Conservatorio Superior de Música de Madrid. Zijn leraren waren Sánchez, Fayos, Amancio Amorós Sirvent, Salvador Giner y Vidal en Bartolomé Pérez Casas.
Hij was dirigent van de Banda de la Sociedad Musical "La Artesana" de Catarroja. Als componist schreef hij twee werken voor symfonisch orkest, werken voor kamerensembles, religieuze werken en een groot aantal van werken voor banda (harmonieorkest) en zarzuela's.
In Catarroja is een straat naar hem genoemd, de Calle José Manuel Izquierdo.

## Composities

### Werken voor banda (harmonieorkest)
- 1945 Antañón paso-doble
- 1946 Día de Pascua (en Catarroja), symfonisch gedicht
- 1946 San Miguel Arcángel, processiemars
- 1946 Toreo rondeño, paso-doble
- 1948 ¡Majo, no mientas!, bolero
- 1948 Pakalito: pasacalle madrileño
- 1949 Los centauros, marcha triomfal
- Aurora
- Álvarez
- Danza Oriental
  1. Lento
  2. Allegro mucho
  3. Vivo

### Missen en gewijde muziek
- 1929 Ave Maria, motet voor tenor en orkest
- Misa de Gloria, voor drie solisten, gemengd koor, orgel en orkest
- Panis Angelicus, motet voor bariton, orgel en orkest
- Stetit Angelus: motet a "San Miguel Arcángel", voor tenor, bas, gemengd koor en orkest

### Muziektheater

#### Zarzuela
- 1925 La Bohemia Azul
- 1926 Venganza de amor - libretto: Venancio Serrano Clavero
- 1927 ¡Mar adins!... - libretto: Vicent Alfonso Andreu
- 1927 S'han salvat - libretto: Rafael Gayano Lluch
- 1944 Golondrina de Madrid - libretto: Luis Fernández de Sevilla (samen met: José Serrano Simeón
- El gran mandarín
- El signo del Zodíaco
- La billetera

#### Revista (Revue)
- 1932 Tra-ca-trac - tekst: Faust Hernández Casajuana

#### Toneelwerken
- 1908 Fiestas y amores - tekst: Eduard Escalante Feo
- 1927 Les Creus de maig - tekst: Francesco Barchino Pérez